# Sint-Martens-Latem
Sint-Martens-Latem är en kommun i Belgien.   Den ligger i provinsen Östflandern och regionen Flandern, i den västra delen av landet, 50 km väster om huvudstaden Bryssel. Antalet invånare är 8 366. Arean är 14,3 kvadratkilometer.
Terrängen i Sint-Martens-Latem är mycket platt.
Omgivningarna runt Sint-Martens-Latem är en mosaik av jordbruksmark och naturlig växtlighet. Runt Sint-Martens-Latem är det tätbefolkat, med 356 invånare per kvadratkilometer.